# African Championship of Nations 2018 (eindronde)
De African Nations Championship 2018 was de vijfde editie van het African Championship of Nations, een tweejaarlijks voetbaltoernooi georganiseerd door de Confédération Africaine de Football (CAF), exclusief voor spelers die in de eigen nationale competitie spelen. Het Voetbalelftal van Congo-Kinshasa is de regerend kampioen, dat land wist zich niet te plaatsen voor dit toernooi. Het toernooi werd gespeeld van 13 januari tot en met 4 februari 2018. Marokko is gastland voor dit toernooi en won dit toernooi door in de finale met 4–0 van Nigeria te winnen. Soedan werd derde.

## Gekwalificeerde landen
Kenia zou het land organiseren en was oorspronkelijk ook gekwalificeerd als gastland. Toen zij werden uitgesloten om dit toernooi te organiseren en Marokko de organisatie toegewezen kreeg werd Egypte uitgenodigd om deel te nemen aan het toernooi. Dat land was niet geplaatst via de reguliere kwalificatie. De Egyptische voetbalbond besloot echter niet deel te nemen aan het toernooi, als reden werd opgeven een te volle binnenlandse agenda. Er wordt een extra play-off wedstrijd gespeeld tussen Ethiopie en Rwanda om te bepalen welk land die vrijgekomen plek in mag nemen.
| \| Team \| Zone \| Datum \| Aantal deelnames \| \| ------------------ \| ------------------ \| ------------------- \| ---------------------- \| \| Marokko (gastland) \| Noord Zone \| 18 augustus 2017 \| 3e (2014, 2016) \| \| Libië \| Noord Zone \| 18 augustus 2017 \| 3e (2009, 20141) \| \| Mauritanië \| Zone West A \| 19 augustus 2017 \| 2e (2014) \| \| Guinee \| Zone West A \| 23 augustus 2017 \| 2e (2016) \| \| Nigeria \| Zone West B \| 19 augustus 2017 \| 3e (2014, 2016) \| \| Ivoorkust \| Zone West B \| 19 augustus 2017 \| 4e (20092, 2011, 2016) \| \| Burkina Faso \| Zone West B \| 20 augustus 2017 \| 2e (2014) \| \| Equatoriaal-Guinea \| Centrale Zone \| 12 augustus 2017 \| 1e (debuut) \| \| Kameroen \| Centrale Zone \| 19 augustus 2017 \| 3e (2011, 2016) \| \| Congo-Brazzaville \| Centrale Zone \| 19 augustus 2017 \| 1e (debuut) \| \| Oeganda \| Oost-Centrale Zone \| 19 augustus 2017 \| 4e (2011, 2014, 2016) \| \| Soedan \| Oost-Centrale Zone \| 19 augustus 2017 \| 2e (2011) \| \| Rwanda \| Oost-Centrale Zone \| 12 november 2017[5] \| 3e (2011, 2016) \| \| Angola \| Zuid Zone \| 19 augustus 2017 \| 3e (2011, 2016) \| \| Zambia \| Zuid Zone \| 19 augustus 2017 \| 3e (2009, 2016) \| \| Namibië \| Zuid Zone \| 20 augustus 2017 \| 1e (debuut) \| 1 Vet betekent dat dit land het toernooi dat jaar won. 2 Schuin betekent dat dit land het gastland was op dat toernooi. |                    |                  |                        |
| Team | Zone               | Datum            | Aantal deelnames       |
| Marokko (gastland) | Noord Zone         | 18 augustus 2017 | 3e (2014, 2016)        |
| Libië | Noord Zone         | 18 augustus 2017 | 3e (2009, 20141)       |
| Mauritanië | Zone West A        | 19 augustus 2017 | 2e (2014)              |
| Guinee | Zone West A        | 23 augustus 2017 | 2e (2016)              |
| Nigeria | Zone West B        | 19 augustus 2017 | 3e (2014, 2016)        |
| Ivoorkust | Zone West B        | 19 augustus 2017 | 4e (20092, 2011, 2016) |
| Burkina Faso | Zone West B        | 20 augustus 2017 | 2e (2014)              |
| Equatoriaal-Guinea | Centrale Zone      | 12 augustus 2017 | 1e (debuut)            |
| Kameroen | Centrale Zone      | 19 augustus 2017 | 3e (2011, 2016)        |
| Congo-Brazzaville | Centrale Zone      | 19 augustus 2017 | 1e (debuut)            |
| Oeganda | Oost-Centrale Zone | 19 augustus 2017 | 4e (2011, 2014, 2016)  |
| Soedan | Oost-Centrale Zone | 19 augustus 2017 | 2e (2011)              |
| Rwanda | Oost-Centrale Zone | 12 november 2017 | 3e (2011, 2016)        |
| Angola | Zuid Zone          | 19 augustus 2017 | 3e (2011, 2016)        |
| Zambia | Zuid Zone          | 19 augustus 2017 | 3e (2009, 2016)        |
| Namibië | Zuid Zone          | 20 augustus 2017 | 1e (debuut)            |

## Gastland
Kenia zou optreden als gastland, in september 2017 besloot de CAF echter dat Kenia het toernooi toch niet mocht organiseren vanwege veiligheidsredenen en omdat er weinig vooruitgang werd geboekt in de voorbereiding van het toernooi. Er werd een nieuwe deadline gesteld voor landen om zich aan te melden als gastland. Die deadline was 30 september 2017. Een dag later maakte de CAF bekend dat drie nieuwe landen zich hadden aangemeld als gastland. Die landen zijn Equatoriaal Guinee, Marokko en Ethiopië. Ethiopië trok zich voor de beslissing nog terug waardoor twee landen overbleven. Op 14 oktober 2017 werd op een bijeenkomst in Lagos, Nigeria, bekend dat Marokko dit toernooi mag organiseren.

## Stadions
| Casablanca                           | Marrakesh                             | Tanger                               | Agadir                         |
| ------------------------------------ | ------------------------------------- | ------------------------------------ | ------------------------------ |
| Stade Mohammed V Capaciteit: 67.000  | Stade de Marrakech Capaciteit: 45.250 | Stade Ibn Batouta Capaciteit: 45.000 | Stade Adrar Capaciteit: 45.840 |
| Stade Mohammed V                     | Stade Mohammed V                      | Stade de Marrakech                   | Stade de Marrakech             |
|                                      |                                       |                                      |                                |
| · Casablanca Tanger Marrakesh Agadir |                                       |                                      |                                |

## Scheidsrechters
In totaal werden er 32 officials geselecteerd voor dit toernooi. Daarvan waren er 16 scheidsrechters en 16 assistent scheidsrechters. Daarnaast ook nog 7 videoscheidsrechters, VAR (video assistant referee). Het is voor de eerste keer dat er gebruik gemaakt kan worden van een videoscheidsrechter op dit toernooi en op het Afrikaanse continent. Zie onderstaande lijst voor de namen van de scheidsrechters die actief zullen zijn op dit toernooi.
| Scheidsrechters - Moustapha Ghobal (Algerije) - Martins De Carvalho (Angola) - Ndabihawenimana Pacifique (Burundi) - Coulibaly Abou (Ivoorkust) - Ibrahim Nour El Din (Egypte) - Bamiak Tesema (Ethiopië) - Daniel Nii Ayi Laryea (Ghana) - Nampiandraza Hamada (Madagaskar) - Keita Mahamadou (Mali) - Noureddine El Jaafari (Marokko) - Jackson Pavaza (Namibië) - Jean Jacque Ndala (Congo-Kinshasa) - Louis Hakizimana (Rwanda) - Ndiaye Maguette (Senegal) - Victor Miguel Gomes (Zuid-Afrika) - Sadok Selmi (Tunesië) | Assistent scheidsrechters - Mokrana Gourari (Algerije) - Seydou Tiama (Burkina Faso) - Elvis Noupoue (Kameroen) - Soulaiman Amaldine (Comoren) - Steven Danilek M Moyo (Congo-Kinshasa) - Mahmoud A.K. Abouel Regal (Egypte) - Berhe Tesfagiorghis (Eritrea) - Sidiki Sidibe (Guinee) - Gilbert Cheruiyot (Kenia) - Souru Phatsoane (Lesotho) - Amsaaed Attia (Libië) - Moriba Diakite (Mali) - Azgaou Lahsen (Marokko) - Arsenio Chadreque Maringule (Mozambique) - Ibrahim Mohammed Abdallah (Soedan) - Melloulchi Yamen (Tunesië) | Videoscheidsrechters (VAR) - Mehdi Abid Charef (Algerije) - Ghead Grisha (Egypte) - Bakary Gassama (Gambia) - Malang Diedhiou (Senegal) - Janny Sikazwe (Zambia) - Jerson Emiliano Dos Santos (Angola) - Range Aden Marwa (Kenia) |

## Loting
De loting voor het toernooi zal plaatsvinden op 17 november 2017 in Rabat, Marokko. Bij die loting waren er 4 potten van vier teams. Het gastland wordt in groep A geplaatst. De potindeling is gemaakt op basis van de vier laatste toernooien (2009–16). Hoe hoger het land eindigde in het betreffende toernooi hoe meer punten het land krijgt. Hoe recenter het toernooi hoe zwaarder deze meetelt in de puntentelling, 2009 (x1), 2011 (x2), 2013 (x3) en 2016 (x4).
- Winnaar = 7 punten
- Tweede plaats = 5 punten
- Halvefinalisten = 3 punten
- Kwartfinalisten = 2 punten
- Groepsfase = 1 punt

Na loting werd ook het speelschema bekendgemaakt.
| Pot 1                                                                         | Pot 2                                                              | Pot 3                                                                    | Pot 4                                                                              |
| ----------------------------------------------------------------------------- | ------------------------------------------------------------------ | ------------------------------------------------------------------------ | ---------------------------------------------------------------------------------- |
| Marokko (gastland) (10 pnt) Libië (22 pnt) Ivoorkust (15 pnt) Angola (14 pnt) | Nigeria (13 pnt) Guinee (12 pnt) Kameroen (12 pnt) Zambia (11 pnt) | Rwanda (10 pnt) Oeganda (9 pnt) Soedan (6 pnt) Congo-Brazzaville (3 pnt) | Burkina Faso (3 pnt) Mauritanië (3 pnt) Namibië (0 pnt) Equatoriaal-Guinea (0 pnt) |

## Groepsfase
Beslissingscriteria
Als landen in punten gelijk eindigen zal in deze volgorde worden gekeken naar welk land zich plaatst voor de volgende ronde:
1. Meeste punten in de groepswedstrijden tegen andere ploegen met gelijk aantal punten.
2. Doelpuntensaldo als resultaat van de groepswedstrijden tegen andere ploegen met gelijk aantal punten.
3. Meeste doelpunten gescoord in de groepswedstrijden tegen andere ploegen met gelijk aantal punten.
4. Als de landen nog steeds gelijkstaan na bovenstaande criteria worden de volgende criteria gebruikt:
5. Het doelpuntensaldo over alle groepswedstrijden.
6. Meeste doelpunten gescoord in alle groepswedstrijden.
7. Loting

### Groep A
| Pos | Land       | Wed | Win | Gel | Ver | DV | DT | +/− | Pnt |
| --- | ---------- | --- | --- | --- | --- | -- | -- | --- | --- |
| 1   | Marokko    | 3   | 2   | 1   | 0   | 7  | 1  | +6  | 7   |
| 2   | Soedan     | 3   | 2   | 1   | 0   | 3  | 1  | +2  | 7   |
| 3   | Guinee     | 3   | 1   | 0   | 2   | 3  | 5  | –2  | 3   |
| 4   | Mauritanië | 3   | 0   | 0   | 3   | 0  | 6  | –6  | 0   |

|                                                |                                              |       |            |                                                                  |
| 13 januari 2018 «onderlinge duels» 19:30 (UTC) | Marokko                                      | 4 – 0 | Mauritanië | Stade Mohammed V, Casablanca Scheidsrechter: Janny Sikazwe (ZAM) |
| 13 januari 2018 «onderlinge duels» 19:30 (UTC) | El Kaabi 66', 80' Haddad 72' Bencharki 90+3' |       |            | Stade Mohammed V, Casablanca Scheidsrechter: Janny Sikazwe (ZAM) |

|                                                |           |       |                     |                                                                               |
| 14 januari 2018 «onderlinge duels» 14:30 (UTC) | Guinee    | 1 – 2 | Soedan              | Stade Mohammed V, Casablanca Scheidsrechter: Helder Martins de Carvalho (ANG) |
| 14 januari 2018 «onderlinge duels» 14:30 (UTC) | Souza 56' |       | 20' Koko 75' Bakhit | Stade Mohammed V, Casablanca Scheidsrechter: Helder Martins de Carvalho (ANG) |

|                                                |                        |       |                     |                                                                   |
| 17 januari 2018 «onderlinge duels» 16:30 (UTC) | Marokko                | 3 – 1 | Guinee              | Stade Mohammed V, Casablanca Scheidsrechter: Abou Coulibaly (CIV) |
| 17 januari 2018 «onderlinge duels» 16:30 (UTC) | El Kaabi 27', 65', 68' |       | 29' Saïdouba Camara | Stade Mohammed V, Casablanca Scheidsrechter: Abou Coulibaly (CIV) |

|                                                |                 |       |            |                                                                |
| 17 januari 2018 «onderlinge duels» 19:30 (UTC) | Soedan          | 1 – 0 | Mauritanië | Stade Mohammed V, Casablanca Scheidsrechter: Sadok Selmi (TUN) |
| 17 januari 2018 «onderlinge duels» 19:30 (UTC) | Walaa Eldin 30' |       |            | Stade Mohammed V, Casablanca Scheidsrechter: Sadok Selmi (TUN) |

|                                                |        |       |         |                                                                 |
| 21 januari 2018 «onderlinge duels» 19:00 (UTC) | Soedan | 0 – 0 | Marokko | Stade Mohammed V, Casablanca Scheidsrechter: Ndala Ngambo (COD) |
| 21 januari 2018 «onderlinge duels» 19:00 (UTC) |        |       |         | Stade Mohammed V, Casablanca Scheidsrechter: Ndala Ngambo (COD) |

|                                                |            |             |        |                                                                    |
| 21 januari 2018 «onderlinge duels» 19:00 (UTC) | Mauritanië | 0 – 1       | Guinee | Stade de Marrakech, Marrakech Scheidsrechter: Jackson Pavaza (NAM) |
| 21 januari 2018 «onderlinge duels» 19:00 (UTC) |            | 15' Sankhon |        | Stade de Marrakech, Marrakech Scheidsrechter: Jackson Pavaza (NAM) |

### Groep B
| Pos | Land      | Wed | Win | Gel | Ver | DV | DT | +/− | Pnt |
| --- | --------- | --- | --- | --- | --- | -- | -- | --- | --- |
| 1   | Zambia    | 3   | 2   | 1   | 0   | 6  | 2  | +4  | 7   |
| 2   | Namibië   | 3   | 2   | 1   | 0   | 3  | 1  | +2  | 7   |
| 3   | Oeganda   | 3   | 0   | 1   | 2   | 1  | 4  | –3  | 1   |
| 4   | Ivoorkust | 3   | 0   | 1   | 2   | 0  | 3  | –3  | 1   |

|                                                |           |               |         |                                                                           |
| 14 januari 2018 «onderlinge duels» 16:30 (UTC) | Ivoorkust | 0 – 1         | Namibië | Stade de Marrakech, Marrakech Scheidsrechter: Noureddine El Jaafari (MAR) |
| 14 januari 2018 «onderlinge duels» 16:30 (UTC) |           | 90+3' Hambira |         | Stade de Marrakech, Marrakech Scheidsrechter: Noureddine El Jaafari (MAR) |

|                                                |                                     |       |              |                                                                       |
| 14 januari 2018 «onderlinge duels» 19:30 (UTC) | Zambia                              | 3 – 1 | Oeganda      | Stade de Marrakech, Marrakech Scheidsrechter: Mehdi Abid Charef (ALG) |
| 14 januari 2018 «onderlinge duels» 19:30 (UTC) | Kambole 38' Mulenga 62' Kapumbu 71' |       | 40' Nsibambi | Stade de Marrakech, Marrakech Scheidsrechter: Mehdi Abid Charef (ALG) |

|                                                |           |                 |        |                                                                         |
| 18 januari 2018 «onderlinge duels» 16:30 (UTC) | Ivoorkust | 0 – 2           | Zambia | Stade de Marrakech, Marrakech Scheidsrechter: Hamada Nampiandraza (MAD) |
| 18 januari 2018 «onderlinge duels» 16:30 (UTC) |           | 8', 74' Mulenga |        | Stade de Marrakech, Marrakech Scheidsrechter: Hamada Nampiandraza (MAD) |

|                                                |         |               |         |                                                                         |
| 18 januari 2018 «onderlinge duels» 19:30 (UTC) | Oeganda | 0 – 1         | Namibië | Stade de Marrakech, Marrakech Scheidsrechter: Ibrahim Nour El Din (EGY) |
| 18 januari 2018 «onderlinge duels» 19:30 (UTC) |         | 90+2' Nekundi |         | Stade de Marrakech, Marrakech Scheidsrechter: Ibrahim Nour El Din (EGY) |

|                                                |         |       |           |                                                                                |
| 22 januari 2018 «onderlinge duels» 19:00 (UTC) | Oeganda | 0 – 0 | Ivoorkust | Stade de Marrakech, Marrakech Scheidsrechter: Hélder Martins de Carvalho (ANG) |
| 22 januari 2018 «onderlinge duels» 19:00 (UTC) |         |       |           | Stade de Marrakech, Marrakech Scheidsrechter: Hélder Martins de Carvalho (ANG) |

|                                                |              |       |             |                                                                     |
| 22 januari 2018 «onderlinge duels» 19:00 (UTC) | Namibië      | 1 – 1 | Zambia      | Stade Mohammed V, Casablanca Scheidsrechter: Louis Hakizimana (RWA) |
| 22 januari 2018 «onderlinge duels» 19:00 (UTC) | Limbondi 13' |       | 24' Kambole | Stade Mohammed V, Casablanca Scheidsrechter: Louis Hakizimana (RWA) |

### Groep C
| Pos | Land               | Wed | Win | Gel | Ver | DV | DT | +/− | Pnt |
| --- | ------------------ | --- | --- | --- | --- | -- | -- | --- | --- |
| 1   | Nigeria            | 3   | 2   | 1   | 0   | 4  | 1  | +3  | 7   |
| 2   | Libië              | 3   | 2   | 0   | 1   | 4  | 1  | +3  | 6   |
| 3   | Rwanda             | 3   | 1   | 1   | 1   | 1  | 1  | 0   | 4   |
| 4   | Equatoriaal-Guinea | 3   | 0   | 0   | 3   | 1  | 7  | –6  | 0   |

|                                                |                             |       |                    |                                                                  |
| 15 januari 2018 «onderlinge duels» 16:30 (UTC) | Libië                       | 3 – 0 | Equatoriaal-Guinea | Stade Ibn Batouta, Tangier Scheidsrechter: Mahamadou Keita (MLI) |
| 15 januari 2018 «onderlinge duels» 16:30 (UTC) | Taher 12', 17' Alharash 87' |       |                    | Stade Ibn Batouta, Tangier Scheidsrechter: Mahamadou Keita (MLI) |

|                                                |         |       |        |                                                               |
| 15 januari 2018 «onderlinge duels» 19:30 (UTC) | Nigeria | 0 – 0 | Rwanda | Stade Ibn Batouta, Tangier Scheidsrechter: Victor Gomes (RSA) |
| 15 januari 2018 «onderlinge duels» 19:30 (UTC) |         |       |        | Stade Ibn Batouta, Tangier Scheidsrechter: Victor Gomes (RSA) |

|                                                |       |            |         |                                                                   |
| 19 januari 2018 «onderlinge duels» 16:30 (UTC) | Libië | 0 – 1      | Nigeria | Stade Ibn Batouta, Tangier Scheidsrechter: Mustapha Ghorbal (ALG) |
| 19 januari 2018 «onderlinge duels» 16:30 (UTC) |       | 79' Faleye |         | Stade Ibn Batouta, Tangier Scheidsrechter: Mustapha Ghorbal (ALG) |

|                                                |           |       |                    |                                                                |
| 19 januari 2018 «onderlinge duels» 19:30 (UTC) | Rwanda    | 1 – 0 | Equatoriaal-Guinea | Stade Ibn Batouta, Tangier Scheidsrechter: Daniel Laryea (GHA) |
| 19 januari 2018 «onderlinge duels» 19:30 (UTC) | Manzi 67' |       |                    | Stade Ibn Batouta, Tangier Scheidsrechter: Daniel Laryea (GHA) |

|                                                |        |                |       |                                                                        |
| 23 januari 2018 «onderlinge duels» 19:00 (UTC) | Rwanda | 0 – 1          | Libië | Stade Ibn Batouta, Tangier Scheidsrechter: Noureddine El Jaafari (CIV) |
| 23 januari 2018 «onderlinge duels» 19:00 (UTC) |        | 90+2' Abushnaf |       | Stade Ibn Batouta, Tangier Scheidsrechter: Noureddine El Jaafari (CIV) |

|                                                |                    |       |                                   |                                                          |
| 23 januari 2018 «onderlinge duels» 19:00 (UTC) | Equatoriaal-Guinea | 1 – 3 | Nigeria                           | Stade Adrar, Agadir Scheidsrechter: Abou Coulibaly (MAR) |
| 23 januari 2018 «onderlinge duels» 19:00 (UTC) | Nsi 40'            |       | 60' Okpotu 69' Ojo 84' (pen.) Ali | Stade Adrar, Agadir Scheidsrechter: Abou Coulibaly (MAR) |

### Groep D
| Pos | Land              | Wed | Win | Gel | Ver | DV | DT | +/− | Pnt |
| --- | ----------------- | --- | --- | --- | --- | -- | -- | --- | --- |
| 1   | Congo-Brazzaville | 3   | 2   | 1   | 0   | 3  | 0  | +3  | 7   |
| 2   | Angola            | 3   | 1   | 2   | 0   | 1  | 0  | +1  | 5   |
| 3   | Burkina Faso      | 3   | 0   | 2   | 1   | 1  | 3  | –2  | 2   |
| 4   | Kameroen          | 3   | 0   | 1   | 2   | 1  | 3  | –2  | 1   |

|                                                |        |       |              |                                                                 |
| 16 januari 2018 «onderlinge duels» 16:30 (UTC) | Angola | 0 – 0 | Burkina Faso | Stade Adrar, Agadir Scheidsrechter: Bamlak Tessema Weyesa (ETH) |
| 16 januari 2018 «onderlinge duels» 16:30 (UTC) |        |       |              | Stade Adrar, Agadir Scheidsrechter: Bamlak Tessema Weyesa (ETH) |

|                                                |          |                     |                   |                                                        |
| 16 januari 2018 «onderlinge duels» 19:30 (UTC) | Kameroen | 0 – 1               | Congo-Brazzaville | Stade Adrar, Agadir Scheidsrechter: Gehad Grisha (EGY) |
| 16 januari 2018 «onderlinge duels» 19:30 (UTC) |          | 73' (pen.) Makiesse |                   | Stade Adrar, Agadir Scheidsrechter: Gehad Grisha (EGY) |

|                                                |                |       |          |                                                            |
| 20 januari 2018 «onderlinge duels» 16:30 (UTC) | Angola         | 1 – 0 | Kameroen | Stade Adrar, Agadir Scheidsrechter: Maguette N'Diaye (SEN) |
| 20 januari 2018 «onderlinge duels» 16:30 (UTC) | Job 30' (pen.) |       |          | Stade Adrar, Agadir Scheidsrechter: Maguette N'Diaye (SEN) |

|                                                |                        |       |              |                                                                     |
| 20 januari 2018 «onderlinge duels» 19:30 (UTC) | Congo-Brazzaville      | 2 – 0 | Burkina Faso | Stade Adrar, Agadir Scheidsrechter: Pacifique Ndabihawenimana (BDI) |
| 20 januari 2018 «onderlinge duels» 19:30 (UTC) | Bakoua 67' Ngoma 90+3' |       |              | Stade Adrar, Agadir Scheidsrechter: Pacifique Ndabihawenimana (BDI) |

|                                                |        |       |                   |                                                            |
| 24 januari 2018 «onderlinge duels» 19:00 (UTC) | Angola | 0 – 0 | Congo-Brazzaville | Stade Adrar, Agadir Scheidsrechter: Mustapha Ghorbal (ALG) |
| 24 januari 2018 «onderlinge duels» 19:00 (UTC) |        |       |                   | Stade Adrar, Agadir Scheidsrechter: Mustapha Ghorbal (ALG) |

|                                                |              |       |               |                                                               |
| 24 januari 2018 «onderlinge duels» 19:00 (UTC) | Burkina Faso | 1 – 1 | Kameroen      | Stade Ibn Batouta, Tangier Scheidsrechter: Victor Gomes (RSA) |
| 24 januari 2018 «onderlinge duels» 19:00 (UTC) | Sylla 42'    |       | 52' Moussombo | Stade Ibn Batouta, Tangier Scheidsrechter: Victor Gomes (RSA) |

## Knock-outfase
|  | kwartfinale             | kwartfinale            |                         |       | halve finale           | halve finale           |       |  | finale | finale |
|  |                         |                        |                         |       |                        |                        |       |  |        |        |
|  | 27 januari – Casablanca |                        |                         |       |                        |                        |       |  |        |        |
|  |                         |                        |                         |       |                        |                        |       |  |        |        |
|  | Marokko                 | 2                      |                         |       |                        |                        |       |  |        |        |
|  | Marokko                 | 2                      | 31 januari – Casablanca |       |                        |                        |       |  |        |        |
|  | Namibië                 | 0                      |                         |       |                        |                        |       |  |        |        |
|  | Namibië                 | 0                      | Marokko                 | 3     |                        |                        |       |  |        |        |
|  | 28 januari – Agadir     |                        | Marokko                 | 3     |                        |                        |       |  |        |        |
|  |                         | Libië                  | 1                       |       |                        |                        |       |  |        |        |
|  | Congo-Brazzaville       | Libië                  | 1                       | 1 (3) |                        |                        |       |  |        |        |
|  | Congo-Brazzaville       |                        | 4 februari – Casablanca | 1 (3) |                        |                        |       |  |        |        |
|  | Libië                   | 1 (5)                  |                         |       |                        |                        |       |  |        |        |
|  | Libië                   | 1 (5)                  | Marokko                 | 4     |                        |                        |       |  |        |        |
|  | 28 januari – Tangier    |                        | Marokko                 | 4     |                        |                        |       |  |        |        |
|  |                         | Nigeria                | 0                       |       |                        |                        |       |  |        |        |
|  | Nigeria                 | Nigeria                | 0                       | 2     |                        |                        |       |  |        |        |
|  | Nigeria                 | 31 januari – Marrakech |                         | 2     |                        |                        |       |  |        |        |
|  | Angola                  | 1                      |                         |       |                        |                        |       |  |        |        |
|  | Angola                  | 1                      | Nigeria                 | 1     | derde plaats           | derde plaats           |       |  |        |        |
|  | 27 januari – Marrakech  |                        | Nigeria                 | 1     | derde plaats           | derde plaats           |       |  |        |        |
|  |                         | Soedan                 | 0                       |       | 3 februari – Marrakech | 3 februari – Marrakech |       |  |        |        |
|  | Zambia                  | Soedan                 | 0                       | 0     | 3 februari – Marrakech | 3 februari – Marrakech |       |  |        |        |
|  | Zambia                  |                        |                         |       |                        | Libië                  | 1 (2) |  |        |        |
|  | Soedan                  | 1                      |                         |       |                        | Libië                  | 1 (2) |  |        |        |
|  | Soedan                  | 1                      | Soedan                  | 1 (4) |                        |                        |       |  |        |        |
|  |                         |                        | Soedan                  | 1 (4) |                        |                        |       |  |        |        |

### Kwartfinale
|                             |                        |       |         |                                                                    |
| 27 januari 2018 16:30 (UTC) | Marokko                | 2 – 0 | Namibië | Stade Mohammed V, Casablanca Scheidsrechter: Mahamadou Keita (MLI) |
| 27 januari 2018 16:30 (UTC) | El Kaabi 36' Saidi 55' |       |         | Stade Mohammed V, Casablanca Scheidsrechter: Mahamadou Keita (MLI) |

|                             |        |               |        |                                                                           |
| 27 januari 2018 19:30 (UTC) | Zambia | 0 – 1         | Soedan | Stade de Marrakech, Marrakech Scheidsrechter: Bamlak Tessema Weyesa (ETH) |
| 27 januari 2018 19:30 (UTC) |        | 32' Saifeldin |        | Stade de Marrakech, Marrakech Scheidsrechter: Bamlak Tessema Weyesa (ETH) |

|                             |                             |              |        |                                                              |
| 28 januari 2018 16:30 (UTC) | Nigeria                     | 2 – 1 (n.v.) | Angola | Stade Ibn Batouta, Tangier Scheidsrechter: Sadok Selmi (TUN) |
| 28 januari 2018 16:30 (UTC) | Okpotu 90+1' Okechukwu 109' |              | 55' Vá | Stade Ibn Batouta, Tangier Scheidsrechter: Sadok Selmi (TUN) |

|                             |                              |       |                                             |                                                               |
| 28 januari 2018 19:30 (UTC) | Congo-Brazzaville            | 1 – 1 | Libië                                       | Stade Adrar, Agadir Scheidsrechter: Hamada Nampiandraza (MAD) |
| 28 januari 2018 19:30 (UTC) | Makiesse 32'                 |       | 14' Al Taher                                | Stade Adrar, Agadir Scheidsrechter: Hamada Nampiandraza (MAD) |
| 28 januari 2018 19:30 (UTC) | Strafschoppen                |       |                                             | Stade Adrar, Agadir Scheidsrechter: Hamada Nampiandraza (MAD) |
| 28 januari 2018 19:30 (UTC) | Kibamba Mboungou Mouko Rozan | 3–5   | Taktak Khalleefah Alaqoub Al-Maghasi Masaud | Stade Adrar, Agadir Scheidsrechter: Hamada Nampiandraza (MAD) |

### Halve finale
|                             |                                        |              |                |                                                                  |
| 31 januari 2018 16:30 (UTC) | Marokko                                | 3 – 1 (n.v.) | Libië          | Stade Mohammed V, Casablanca Scheidsrechter: Janny Sikazwe (ZAM) |
| 31 januari 2018 16:30 (UTC) | El Kaabi 73', 97' El Karti 119' (pen.) |              | 86' Khalleefah | Stade Mohammed V, Casablanca Scheidsrechter: Janny Sikazwe (ZAM) |

|                             |        |               |         |                                                                     |
| 31 januari 2018 19:30 (UTC) | Soedan | 0 – 1         | Nigeria | Stade de Marrakech, Marrakech Scheidsrechter: Malang Diedhiou (SEN) |
| 31 januari 2018 19:30 (UTC) |        | 16' Okechukwu |         | Stade de Marrakech, Marrakech Scheidsrechter: Malang Diedhiou (SEN) |

### Troostfinale
|                             |                             |       |                                    |                                                                       |
| 3 februari 2018 19:00 (UTC) | Libië                       | 1 – 1 | Soedan                             | Stade de Marrakech, Marrakech Scheidsrechter: Mehdi Abid Charef (ALG) |
| 3 februari 2018 19:00 (UTC) | Ablo 84'                    |       | 8' Walaa Eldin                     | Stade de Marrakech, Marrakech Scheidsrechter: Mehdi Abid Charef (ALG) |
| 3 februari 2018 19:00 (UTC) | Strafschoppen               |       |                                    | Stade de Marrakech, Marrakech Scheidsrechter: Mehdi Abid Charef (ALG) |
| 3 februari 2018 19:00 (UTC) | Taktak Elhouni Alaqoub Ablo | 2–4   | M. El Tahir A. El Tahir Ahmed Maaz | Stade de Marrakech, Marrakech Scheidsrechter: Mehdi Abid Charef (ALG) |

### Finale
|                             |                                           |       |         |                                                                   |
| 4 februari 2018 19:00 (UTC) | Marokko                                   | 4 – 0 | Nigeria | Stade Mohammed V, Casablanca Scheidsrechter: Bakary Gassama (GAM) |
| 4 februari 2018 19:00 (UTC) | Hadraf 45', 64' El Karti 61' El Kaabi 73' |       |         | Stade Mohammed V, Casablanca Scheidsrechter: Bakary Gassama (GAM) |

| African Championship of Nations Winnaar 2018 |
| -------------------------------------------- |
|                                              |
| MAROKKO 1ste titel                           |

## Doelpuntenmakers
9 doelpunten
- Ayoub El Kaabi

3 doelpunten
- Saleh Al Taher
- Augustine Mulenga

2 doelpunten
- Walid El Karti
- Zakaria Hadraf
- Junior Makiesse

- Gabriel Okechukwu
- Anthony Okpotu
- Walaa Eldin Musa

- Saif Tere
- Lazarous Kambole

1 doelpunt
- Job
- Vá
- Mohamed Sydney Sylla
- Patrick Moussombo
- Carof Bakoua
- Kader Bidimbou
- Secundino Nsi
- Saïdouba Bissiri Camara
- Sékou Amadou Camara

- Ibrahima Sory Sankhon
- Salem Ablo
- Elmutasem Abushnaf
- Zakaria Al Harash
- Abdulrahman Khalleefah
- Achraf Bencharki
- Ismail Haddad
- Salaheddine Saidi
- Vetunuavi Hambira

- Absalom Iimbondi
- Panduleni Nekundi
- Rabiu Ali
- Sunday Faleye
- Dayo Ojo
- Thierry Manzi
- Omer Suleiman Koko
- Derrick Nsibambi
- Fackson Kapumbu